# Mindre spetsnäsa
Mindre spetsnäsa (Aelia acuminata) är en insektsart som först beskrevs av Carl von Linné 1758.  Mindre spetsnäsa ingår i släktet spetsnäsor, och familjen bärfisar. Arten är reproducerande i Sverige. Inga underarter finns listade i Catalogue of Life.

## Bildgalleri

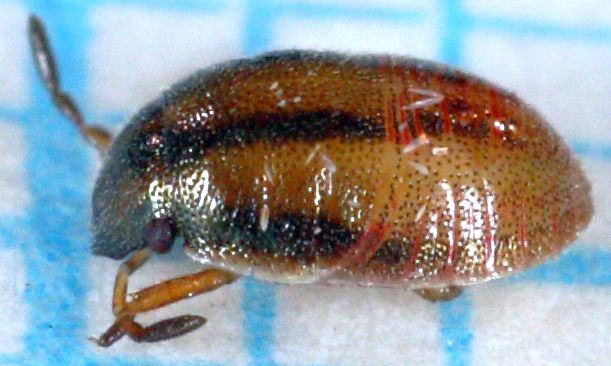
Nymf, första stadiet
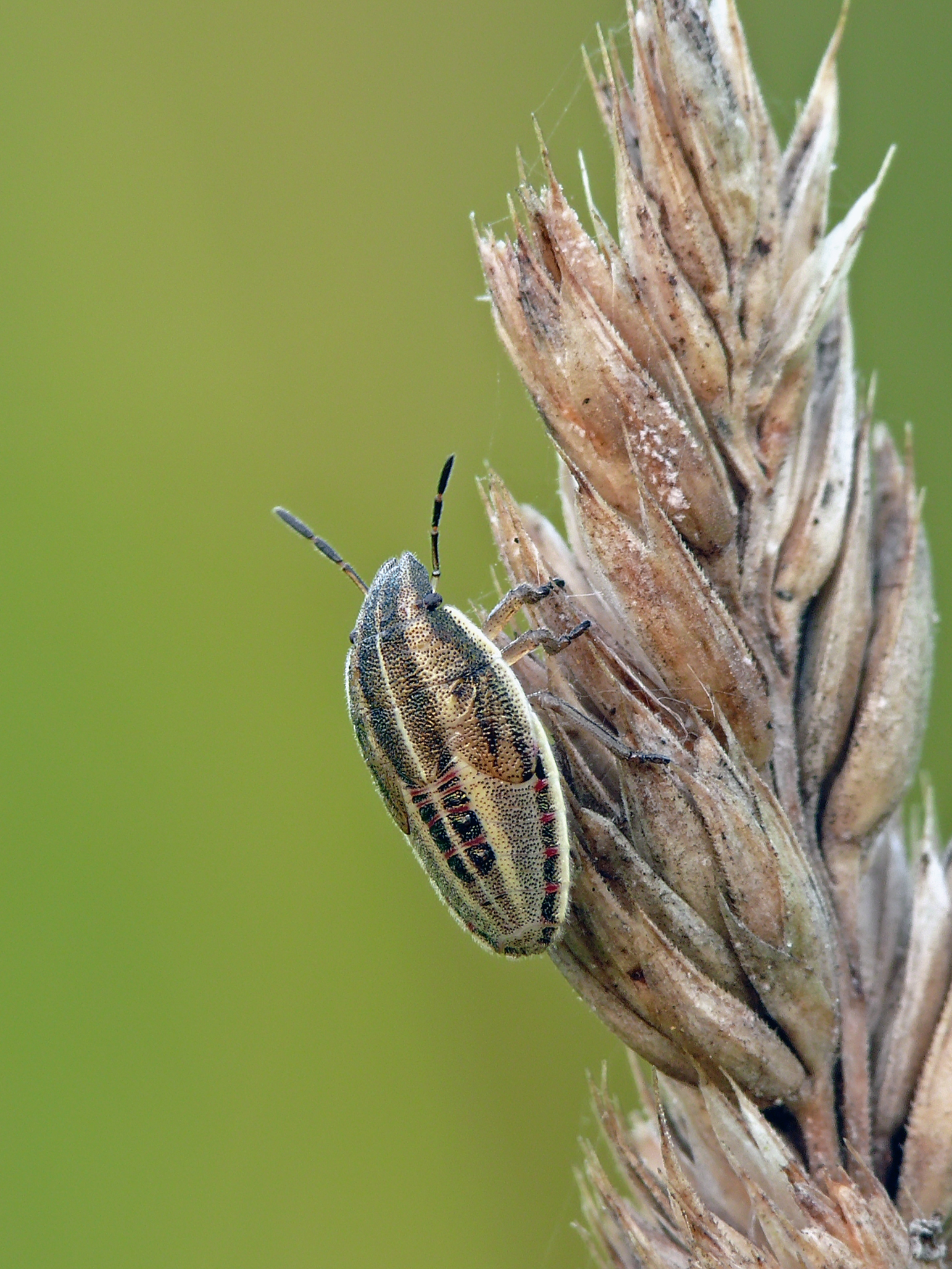
Nymf, sista stadiet
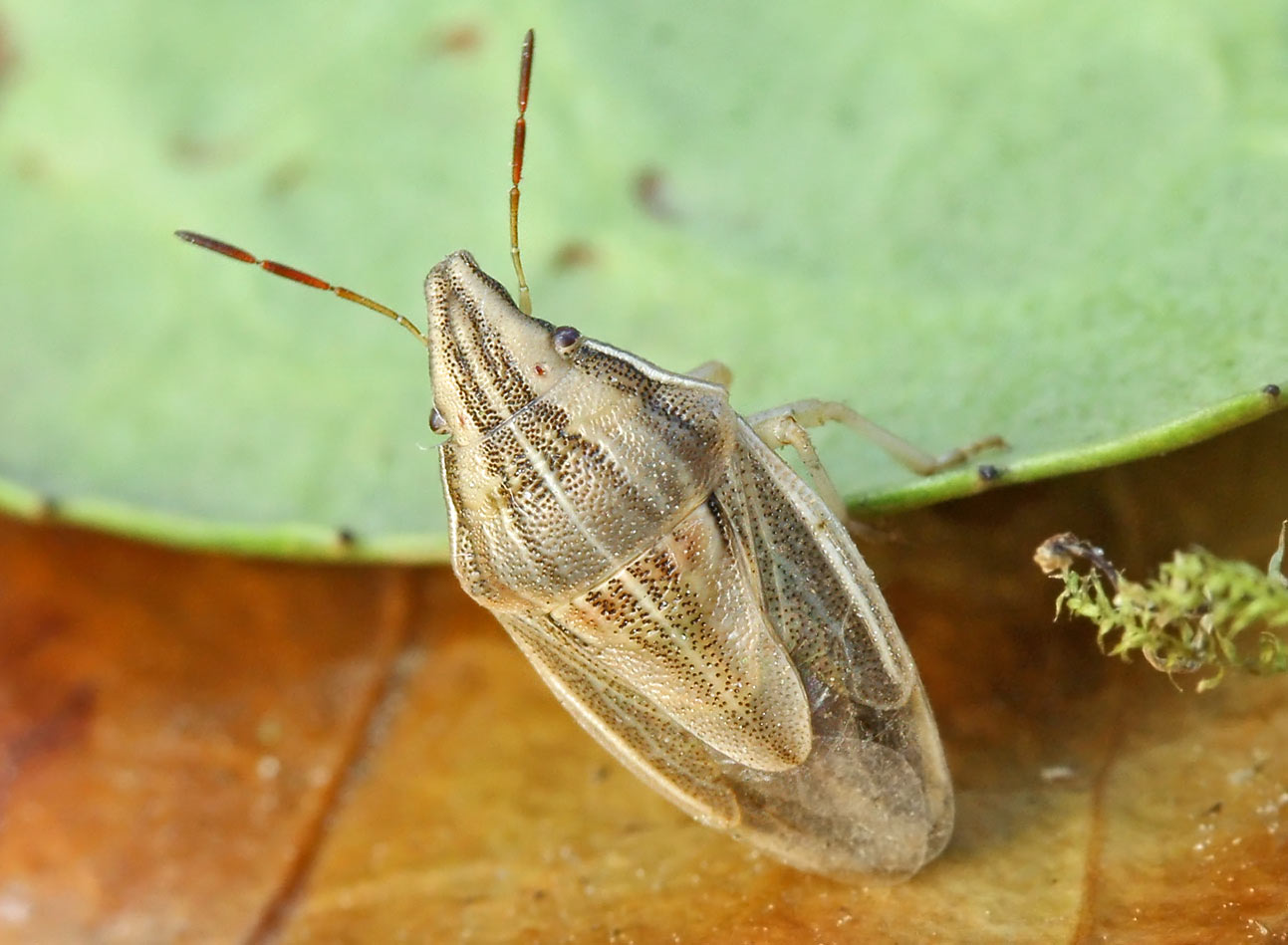
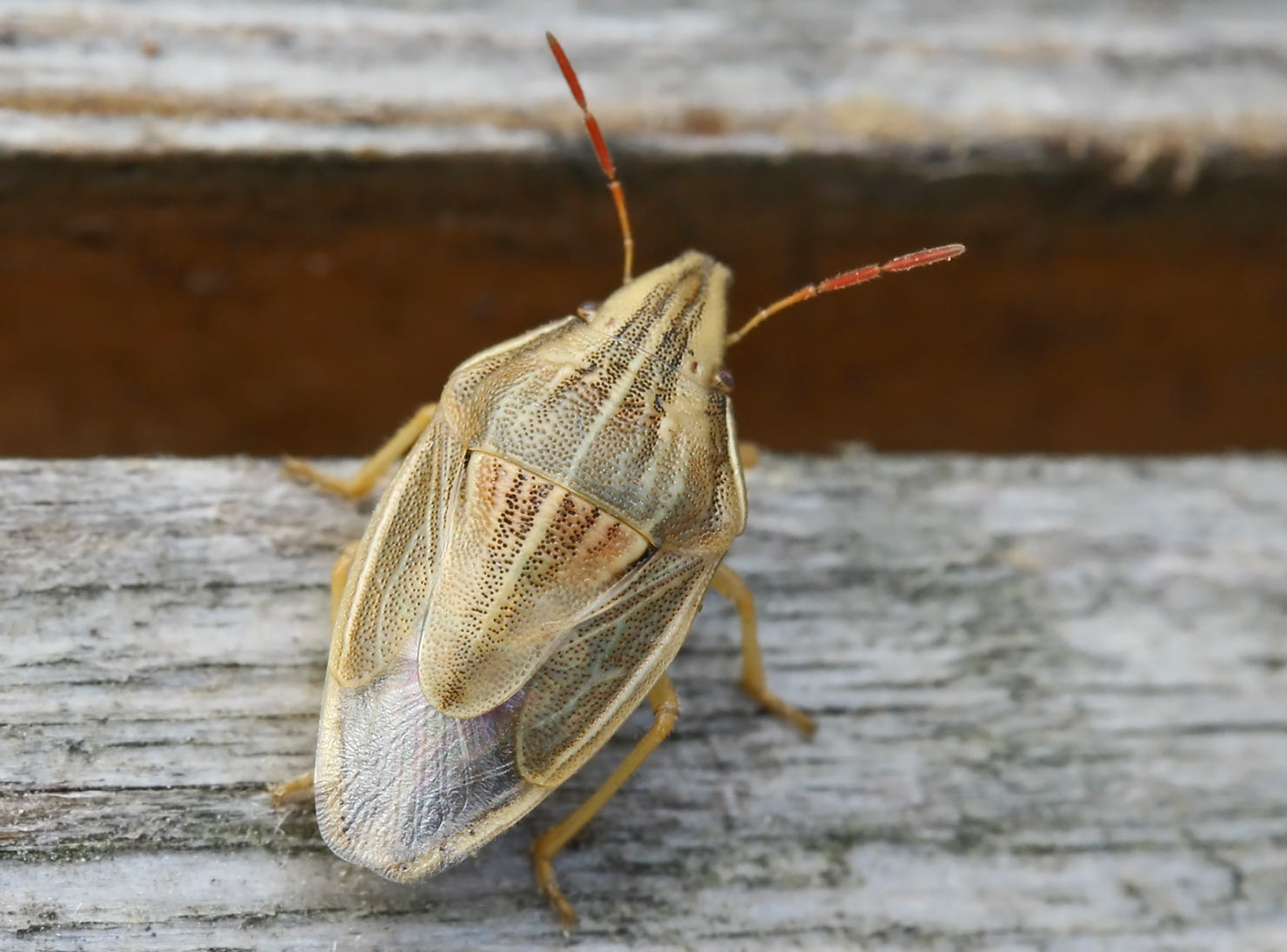